# Хронометрия на Марсе
Для измерения времени на Марсе до сих пор использовались или предлагались к использованию разнообразные схемы, независимые от земного времени и земных календарей. В научной литературе используется нумерация марсианских лет, начинающаяся с 11 апреля 1955 года — дня весеннего равноденствия в северном полушарии.
Марс имеет наклон оси и период вращения схожие с земными. Поэтому на планете бывают почти такие же, как и на Земле, времена года — весна, лето, осень и зима, а продолжительность дня близка к земной. Однако год на Марсе почти вдвое длиннее, чем на Земле, а эксцентриситет орбиты значительно больше земного, из-за чего продолжительность разных времён года на Марсе может сильно отличаться, а солнечное время может отклоняться от часового времени значительно заметнее, чем на Земле.

## Время суток
Средняя продолжительность марсианских звездных суток составляет 24 ч 37 мин 22,663 с (если брать за основу систему единиц измерения СИ), а продолжительность солнечного дня (для обозначения которого часто употребляют термин сол, от англ. solar — «солнечный») составляет 88 775,24409 секунд, или 24 ч 39 мин 35,24409 с. Указанные величины для Земли равны 23 ч 56 мин 4,0916 с и 24 ч 00 мин 00,002 с соответственно. Таким образом, можно вычислить соотношение сол/сутки, которое даёт преобразованное значение — 1,0274912510 сол/сутки. Иными словами, марсианские солнечные сутки лишь на 2,7 % длиннее земных.
С самых ранних пор при работе с космическими аппаратами на поверхности Марса и связанными с ними проектами принято следить за ходом местного солнечного времени, используя при этом 24-часовые «марсианские часы», часы, минуты и секунды которого на 2,7 % продолжительнее их стандартных (земных) соответствий. Во время работы таких миссий и аппаратов, как Mars Pathfinder, Mars Exploration Rover, Феникс и Марсианская научная лаборатория, команды операторов работали по «марсианскому времени», невзирая на земное, что означало, что рабочий график был синхронизирован с местным временем той местности, в которой аппарат совершил посадку на поверхности Марса. В результате такого подхода расписание работы каждой команды смещалось примерно на 40 минут каждый день. Наручные часы, скорректированные для работы с марсианским временем вместо земного, использовались многими участниками команды MER (Mars Exploration Rover).
Местное солнечное время имеет решающее влияние на планирование ежедневной деятельности аппаратов на Марсе. Дневной свет необходим для солнечных панелей космических аппаратов, находящихся на поверхности. Температура на поверхности резко возрастает и спадает во время восхода и заката солнца, поскольку Марс не имеет такой густой атмосферы и океанов, как Земля, которые могли бы смягчить такие температурные колебания.
Для Марса предлагалось использование альтернативных часов, однако ни одна космическая миссия не согласилась использовать какие-либо из них. К таким системам измерения времени относится, в частности, метрическое время с такими единицами, как «миллидень» и «сантидень», а также система продлённого дня (англ. extended day), в которой используются стандартные единицы времени, однако каждая следующая эпоха начинается после 24 ч 39 мин 35 с текущей.
Так же, как и на Земле, на Марсе практикуется свой вариант выравнивания времени, который заключается в учёте разницы между солнечным временем и точным (часовым) временем. Выравнивание времени иллюстрируется аналеммой. Из-за эксцентриситета орбиты продолжительность солнечных суток оказывается не постоянной. А учитывая то, что орбитальный эксцентриситет Марса больше эксцентриситета Земли, продолжительность суток отклоняется от среднего значения значительно сильнее, чем на Земле, а потому и выравнивание времени здесь демонстрирует значительно более сильные вариации, чем на Земле: на Марсе Солнце может двигаться по небосклону на 50 минут медленнее, или на 40 минут быстрее по сравнению с временем, которое показывают марсианские часы (на Земле соответствующие величины составляют 14 минут 22 секунды отставания и 16 минут 23 секунды ускорения).
Марс имеет нулевой меридиан, за который был принят меридиан, проходящий через небольшой кратер Эйри-0. Однако для Марса не были определены часовые пояса, которые можно было бы отсчитывать через равномерные интервалы от основного меридиана, как это делается на Земле. Поэтому до сих пор все наземные аппараты на Марсе использовали приближённое значение местного солнечного времени для удобства ориентировки во времени суток, как это делали когда-то большие города на Земле, до введения в XIX веке стандартного времени. Два марсохода, задействованные в рамках программы Mars Exploration Rover, использовали отличающиеся значения местного солнечного времени, разница между которыми составляла примерно 12 часов 1 минуту.
Надо заметить, что по современным стандартам измерения долготы на Марсе есть «планетоцентрическая долгота», которая измеряется от 0° до 360° на восток и заключается в измерении углов от центра Марса. Старый метод «планетографической долготы» заключался в измерении от 0° до 360° на запад, при этом использовались координаты, нанесённые на карту поверхности Марса.

### Марсианское координированное время (MTC)
MTC (англ. Coordinated Mars Time) — это предложенный для Марса аналог Всемирного времени (UT), принятого на Земле. Оно определяется как среднее солнечное время на Марсианском главном меридиане (то есть, в центре кратера Эйри-0). Сокращение MTC используется с намерением подчеркнуть параллель этой системы измерения времени с земным Всемирным координированным временем (UTC), однако это не совсем корректно: единственное, что отличает время UTC среди всех других видов UT — это имеющиеся в его системе високосные секунды, тогда как MTC не использует такой схемы. Если искать аналогии, то MTC более приближен к земному UT1.
Использование термина «MTC» в качестве названия планетарного стандарта времени для Марса впервые состоялось на суточных часах Mars24, настройкой которых занимался Институт космических исследований Годдарда, NASA. Этот новый термин стал заменой для предыдущего — «среднее время по Эйри» (англ. Airy Mean Time, AMT), который был, по сути, прямым аналогом среднего времени по Гринвичу (англ. Greenwich Mean Time, GMT). В астрономическом контексте, «GMT» — это устаревшее название Всемирного времени (англ. Universal Time), или UT1, если конкретизировать.
AMT до сих пор ещё не был применён как система измерения времени для официальной космической миссии. Это вызвано частично тем, что существует определённая погрешность в определении точного места расположения кратера Эйри-0 (его позиция относительно других значений долготы), а это означало, что ориентирование по AMT не позволило бы определять время настолько точно, как ориентирование по местному времени в тех точках на поверхности планеты, где проводилась исследовательская деятельность. На начальном этапе миссии Mars Exploration Rover позиционная погрешность в определении местоположения Эйри-0 соответствовала примерно 20-секундной погрешности в определении времени по AMT.

## Часовые пояса
Каждая миссия по высадке на поверхность Марса использовала свои собственные часовые пояса, которые соответствовали усредненному местном солнечном времени в месте высадки. На сегодня из шести успешных высадок на Марс пять в качестве временного ориентира применяли местное среднее солнечное время (LMST, от англ. local mean solar time) для места, в котором находился наземный космический аппарат, тогда как шестая высадка (Mars Pathfinder) использовала местное действительное солнечное время (LTST, от англ. local true solar time).
Mars Pathfinder использовал местное истинное солнечное время в точке приземления. Его часовым поясом был AAT−02:13:01, где AAT — это действительное время по Эйри (англ. Airy Apparent Time), то есть истинное солнечное время в кратере Эйри-0.
Два марсохода, отправленные в ходе миссии Mars Exploration Rover, не используют истинное значения LMST в месте высадки. Для удобства в дальнейшей деятельности марсоходов этой миссии для них была определена шкала времени, которая позволила настроить часы, которые должны использоваться на каждом марсоходе, таким образом, чтобы их показания соответствовали значению истинное солнечного времени в точке, расположенной примерно на половине номинального запланированного 90-солового пути миссии. В планировании миссий такая временная схема определяется термином «гибридное местное солнечное время» (англ. Hybrid Local Solar Time). Такие шкалы времени являются целостными с точки зрения среднего солнечного времени (фактически, каждая из них является средним временем для определённой долготы), и не нуждаются в коррекции при перемещении марсохода по поверхности планеты. Обычно марсоходы уезжают на расстояние, соответствующее несколько-секундному смещению относительно местного солнечного времени. «Спирит» использует AMT+11:00:04. Среднее время в месте его высадки — AMT+11:41:55. «Опортьюнити» использует AMT−01:01:06. Среднее время в месте его высадки — AMT−00:22:06. Ни один из этих марсоходов не сможет достичь долготы, в которой время, принятое для миссии, сравняется с местным средним временем. С научной целью используется местное действительное солнечное время (LTST).
Местное время марсохода «Кьюриосити» — AMT+09:09:46.
Ввиду того, что место расположения кратера Эйри-0 сейчас известно с гораздо большей точностью, чем когда на Марсе высадились все упомянутые марсоходы, в будущих миссиях становится технически возможным использовать удобную временну́ю схему с привязкой к среднему времени по Эйри (англ. Airy Mean Time), вместо того, чтобы использовать полностью нестандартные часовые пояса.

## Сол
Термин сол (англ. sol) используется планетарными астрономами для определения продолжительности солнечных суток  на Марсе. Продолжительность средних солнечных суток на Марсе, или же «сола», составляет 24 часа, 39 минут и 35,244 секунды.
Когда космический аппарат начинает работу на поверхности Марса, марсианские дни (солы) миссии отслеживаются с применением простого числового последовательного подсчёта. Две наземные миссии «Викинга», Mars Phoenix, а также марсоход «Кьюриосити» Марсианской научной лаборатории обозначают сол, когда марсоход высаживается на марсианскую поверхности, как «сол 0» («sol 0»), тогда как Mars Pathfinder и два марсохода миссии Mars Exploration rover обозначили время приземления как «сол 1» («sol 1»).
Хотя миссии с высадкой марсоходов дважды происходили парами, не было сделано ни одного усилия для синхронизации подсчёта солов между двумя марсоходами из каждой такой пары. Поэтому, например, хотя «Спирит» и «Опортьюнити» были отправлены для выполнения исследований на поверхности Марса одновременно, каждый из них начал подсчёт солов с момента собственной высадки, который в обоих случаях был определён как «сол 1», и в результате эти два аппарата оказались рассинхронизованными в подсчёте марсианских суток — разница составляет примерно 21 сол. «Спирит» и «Опортьюнити» находятся в долготах, разница между которыми равна 179°, поэтому, когда для одного из них наступает день, для другого наступает ночь, и каждый из них работает независимо от другого.
На Земле астрономы часто используют юлианскую дату — простой последовательный подсчёт дней — с целью хронометрии. Предложенным эквивалентом такой системы измерения времени для Марса является англ. Mars Sol Date (MSD), который заключается текущим последовательным подсчётом солов от 29 декабря 1873 года (дата рождения астронома Карла Отто Лампланда). В другом варианте этой системы за дату начала отсчёта (или эпохи) предлагается выбрать 1608 год (год изобретения телескопа). Какую бы систему из этих двух ни выбрали, каждая из них имеет целью убедиться в том, что любые исторически зафиксированные события, связанные с Марсом, происходили уже после неё. Система отсчёта Mars Sol Date математически определяется по формуле
MSD = (юлианская дата с использованием международного атомного времени − 2451549,5 + k)/1,02749125 + 44796,0,
где k — это небольшая коррекция, равная примерно 0,00014 дня (или 12 секунд) для учёта неточности определения географического местоположения главного меридиана, который проходит через кратер Эйри-0.
Термин «yestersol» (от англ. yesterday — вчера) был впервые использован командой NASA, которая занималась исследованиями на Марсе в ходе миссии MER, для обозначения предыдущего сола (марсианская англоязычная версия слова «вчера») и вошло в достаточно широкий обиход в рамках этой организации в течение космической миссии 2003 года — Mars Exploration Rover. Это слово было подхвачено и даже довольно часто употреблялось в англоязычной прессе. К другим неологизмам относятся такие слова как «tosol» (от англ. today — сегодня) и «nextersol», «morrowsol» или «solmorrow» (марсианские соответствия англ. tomorrow — завтра).

## Марсианский год
Продолжительность времени, необходимая для того, чтобы завершить один оборот по орбите вокруг Солнца называется звёздным годом и составляет около 686,98 земного солнечного дня, или же 668,5991 сола. Из-за эксцентриситета марсианской орбиты продолжительность времён года на Марсе неодинакова. Ввиду того, что сезоны на Марсе меняются от равноденствия до солнцестояния и наоборот, сезон, который начинается в точке солнцестояния Ls 0 и заканчивается в точке равноденствия Ls 90 (весна в северном полушарии / осень в южном полушарии) — является самым длинным сезоном, который длится 194 марсианских сола, тогда как сезон от Ls 180 до Ls 270 (осень в северном полушарии, весна в южном полушарии) является самым коротким сезоном, который длится всего 142 марсианских сола. Одна общепринятая система отсчёта времени в научной литературе определяет порядковый номер года, беря за точку отсчёта весеннее равноденствие 11 апреля 1955 года, которое определяется как марсианский год 1 (англ. Mars Year 1, MY1).
Так же, как и на Земле, звёздный год не является той единицей времени, которая могла бы удовлетворить потребности при ведении календаря. Для этого более подходит тропический год, который, вероятнее всего, и будет использоваться, поскольку он больше коррелирует со сменой времён года. Он немного короче звёздного года из-за прецессии оси вращения Марса. Цикл прецессии для Марса составляет 93 000 марсианских лет (около 175 000 земных), и потому намного длиннее, чем цикл прецессии Земли. Его продолжительность в тропических годах может быть высчитана путём деления разницы между звёздным и тропическим годами на продолжительность тропического года.
Продолжительность тропического года зависит от выбранной точки отсчёта, согласно Второму закону планетного движения Кеплера. Его можно измерять или относительно равноденствия, или относительно солнцестояния, или же это может быть среднее значение различных вероятных лет, в который входили бы год мартовского (северное направление) равноденствия, год июльского (север) солнцестояния, год сентябрьского (южное направление) равноденствия, год декабрьского (юг) солнцестояния, и другие подобные годы. Григорианский календарь использует год мартовского равноденствия.
На Земле вариации продолжительности тропических лет незначительны, зато на Марсе они намного больше. Год весеннего равноденствия на Марсе составляет 668,5907 сола, летнего солнцестояния — 668,5880 сола, осеннего равноденствия — 668,5940 сола, и зимнего солнцестояния — 668,5958 сола. Если взять среднее значение для всего орбитального периода, то тропический год составит 668,5921 сола. Поскольку, как и на Земле, северное и южное полушария Марса в одно время имеют противоположные времена года, точки равноденствия и солнцестояния для уточнения должны обозначаться полушарием: например, весеннее равноденствие в северном полушарии является осенним равноденствием в южной и наоборот.
| Марсианский год | Весеннее равноденствие | Летнее солнцестояние | Осеннее равноденствие | Зимнее солнцестояние | Значимые события                                                        |
| --------------- | ---------------------- | -------------------- | --------------------- | -------------------- | ----------------------------------------------------------------------- |
| 1               | 1955-04-11             | 1955-10-27           | 1956-04-27            | 1956-09-21           |                                                                         |
| 2               | 1957-02-26             | 1957-09-13           | 1958-03-15            | 1958-08-09           |                                                                         |
| 3               | 1959-01-14             | 1959-08-01           | 1960-01-31            | 1960-06-26           |                                                                         |
| 4               | 1960-12-01             | 1961-06-18           | 1961-12-18            | 1962-05-14           |                                                                         |
| 5               | 1962-10-19             | 1963-05-05           | 1963-11-05            | 1964-03-31           |                                                                         |
| 6               | 1964-09-05             | 1965-03-22           | 1965-09-22            | 1966-02-15           |                                                                         |
| 7               | 1966-07-24             | 1967-02-07           | 1967-08-10            | 1968-01-03           |                                                                         |
| 8               | 1968-06-10             | 1968-12-25           | 1969-06-27            | 1969-11-20           |                                                                         |
| 9               | 1970-04-28             | 1970-11-12           | 1971-05-15            | 1971-10-08           | 1971-12-02: Первая в мире мягкая посадка на поверхность Марса (Марс-3). |
| 10              | 1972-03-15             | 1972-09-29           | 1973-04-01            | 1973-08-25           |                                                                         |
| 11              | 1974-01-31             | 1974-08-17           | 1975-02-17            | 1975-07-13           |                                                                         |
| 12              | 1975-12-19             | 1976-07-04           | 1977-01-04            | 1977-05-30           |                                                                         |
| 13              | 1977-11-05             | 1978-05-22           | 1978-11-22            | 1979-04-17           |                                                                         |
| 14              | 1979-09-23             | 1980-04-08           | 1980-10-09            | 1981-03-04           |                                                                         |
| 15              | 1981-08-10             | 1982-02-24           | 1982-08-27            | 1983-01-20           |                                                                         |
| 16              | 1983-06-28             | 1984-01-12           | 1984-07-14            | 1984-12-07           |                                                                         |
| 17              | 1985-05-15             | 1985-11-29           | 1986-06-01            | 1986-10-25           |                                                                         |
| 18              | 1987-04-01             | 1987-10-17           | 1988-04-18            | 1988-09-11           |                                                                         |
| 19              | 1989-02-16             | 1989-09-03           | 1990-03-06            | 1990-07-30           |                                                                         |
| 20              | 1991-01-04             | 1991-07-22           | 1992-01-22            | 1992-06-16           |                                                                         |
| 21              | 1992-11-21             | 1993-06-08           | 1993-12-08            | 1994-05-04           |                                                                         |
| 22              | 1994-10-09             | 1995-04-26           | 1995-10-26            | 1996-03-21           |                                                                         |
| 23              | 1996-08-26             | 1997-03-13           | 1997-09-12            | 1998-02-06           |                                                                         |
| 24              | 1998-07-14             | 1999-01-29           | 1999-07-31            | 1999-12-25           |                                                                         |
| 25              | 2000-05-31             | 2000-12-16           | 2001-06-17            | 2001-11-11           |                                                                         |
| 26              | 2002-04-18             | 2002-11-03           | 2003-05-05            | 2003-09-29           |                                                                         |
| 27              | 2004-03-05             | 2004-09-20           | 2005-03-22            | 2005-08-16           |                                                                         |
| 28              | 2006-01-21             | 2006-08-08           | 2007-02-07            | 2007-07-04           |                                                                         |
| 29              | 2007-12-09             | 2008-06-25           | 2008-12-25            | 2009-05-21           |                                                                         |
| 30              | 2009-10-26             | 2010-05-13           | 2010-11-12            | 2011-04-08           |                                                                         |
| 31              | 2011-09-13             | 2012-03-30           | 2012-09-29            | 2013-02-23           |                                                                         |
| 32              | 2013-07-31             | 2014-02-15           | 2014-08-17            | 2015-01-11           |                                                                         |
| 33              | 2015-06-18             | 2016-01-03           | 2016-07-04            | 2016-11-28           |                                                                         |
| 34              | 2017-05-05             | 2017-11-20           | 2018-05-22            | 2018-10-16           |                                                                         |
| 35              | 2019-03-23             | 2019-10-08           | 2020-04-08            | 2020-09-02           |                                                                         |
| 36              | 2021-02-07             | 2021-08-25           | 2022-02-24            | 2022-07-21           |                                                                         |
| 37              | 2022-12-26             | 2023-07-12           | 2024-01-12            | 2024-06-07           |                                                                         |
| 38              | 2024-11-12             | 2025-05-29           | 2025-11-29            | 2026-04-25           |                                                                         |
| 39              | 2026-09-30             | 2027-04-16           | 2027-10-17            | 2028-03-12           |                                                                         |
| 40              | 2028-08-17             | 2029-03-03           | 2029-09-03            | 2030-01-28           |                                                                         |

## Календарные даты
Учёные, занимающиеся изучением Марса, следят за марсианскими сезонами, используя гелиоцентрическую долготу (или «сезонную долготу», или «солнечную/солярную долготу»), которая обычно обозначается сокращением Ls, и соответствует определённому расположению Марса на его околосолнечной орбите. Ls определяется как угол, образованный условной линией, соединяющей Солнце с позицией Марса на его орбите, и линией, проходящей от Солнца до точки на орбите Марса, в которой планета находится в момент весеннего равноденствия в северном полушарии. Поэтому Ls равен 0° в момент марсианского равноденствия северного направления, 90° при марсианском северном солнцестоянии, 180° при марсианском равноденствии южного направления, и 270° в момент марсианского южного солнцестояния.
Преимущественно в ежедневной деятельности на Земле люди используют не юлианскую дату, а григорианский календарь, который, несмотря на связанные с ним разнообразные сложности, является весьма полезным. С его помощью можно с лёгкостью определить, является ли определённая дата годовщиной другой, относится ли дата к зимнему времени года или весеннему, а также позволяет подсчитать количество лет между двумя датами. В случае с юлианским датам такие действия оказываются гораздо менее практичными.
По той же причине, когда возникает необходимость согласовывать и синхронизировать определённую деятельность на долгий период времени на поверхности Марса, возникает потребность положиться на календарь. Одним из предложенных календарей для Марса является дарианский календарь. Он имеет 24 «месяца», что позволяет приспособить более длинный марсианский год к земному понятию «месяца», причём марсианский «месяц» действительно близок по продолжительности к земному. На Марсе понятие «месяц» не имеет никакой привязки к периоду вращения любого из спутников планеты, в отличие от Земли. Фобос и Деймос совершают один оборот вокруг Марса за 7 часов и 30 часов соответственно. Однако, Землю и Луну можно было бы увидеть и невооружённым глазом, если бы они появились над горизонтом Марса ночью, а время, нужное для того, чтобы Луна прошла от точки максимального отдаления к Земле в одном направлении и вернулась в эту точку (если смотреть с Марса) примерно соответствует земному месяцу. Однако ни дарианский календарь, ни один другой марсианский календарь на сегодня при исследованиях Марса не используется.

### Интеркаляция (високосные годы)
Всякий солнечный календарь должен использовать интеркаляцию (високосные годы), чтобы нивелировать тот факт, что продолжительность года не соответствует общему количеству дней в нём. Без интеркаляции календарный год накопит погрешности с течением времени. Большинство разработанных до сих пор марсианских календарей используют интеркаляцию для отдельных дней, тогда как другие применяют её к отдельным неделям. Система измерения времени, используемая сейчас учёными, которые занимаются исследованиями Марса, избегает необходимости использовать интеркаляцию, поскольку измерения времени в ней происходит не с помощью такого понятия как «день», а с помощью расчёта позиции Марса на его орбите вокруг Солнца. Датировки в этой системе базируется на гелиоцентрической долготе.
Для григорианского (земного) календаря формула применения високосного года выглядит так: это каждый 4-й год, за исключением каждого 100-го, кроме каждого 400-го. Это даёт продолжительность календарного года в 365,2425 солнечных дня, что является близким к значению земного года от равноденствия до равноденствия. На Марсе была бы нужна подобная схема интеркаляции с високосными годами. Если в календаре интеркаляция применяется для отдельных дней, то большинство лет будут високосными, поскольку часть сола — остаток сола, который остается «лишним» в календаре после прохождения всего количества солов марсианского года, составляет более 0,5. То же самое будет происходить, если интеркаляция будет применяться к отдельным неделям, если неделю брать как семь дней. Один из примеров применения интеркаляции, при котором один високосный день будет добавляться в каждый нечётный год, а также годы, заканчивающиеся на 0 (каждый десятый) за исключением каждого 100-го года, кроме каждого 500-го года, даст календарный год со средней продолжительностью в 668,592 сола: {\displaystyle 1-{\frac {1}{2}}+{\frac {1}{10}}-{\frac {1}{100}}+{\frac {1}{500}}=0{,}592,} что будет почти идеально для среднего тропического года (среднее значение для всех сезонов). Однако, такая схема будет иметь незначительную зависимость от того, какой именно год был принят за основу для календаря: календари, основанные на годе с моментом отсчёта в точке южного солнцестояния и на годе с моментом отсчёта в точке равноденствия северного направления, будут отличаться на один сол примерно каждые двести марсианских лет.
Один из предложенных календарей для Марса — дариский календарь — для своего графика интеркаляции берёт за основу продолжительность года с отсчётом в момент равноденствия северного направления, которая соответствует значению в 668,5907 сола.
Возможны также другие схемы интеркаляции. Например, еврейский календарь (лунно-солнечный календарь) использует простую математическую формулу для применения интеркаляции в форме семи дополнительных месяцев в 19-летнем цикле: дополнительный месяц добавляется тогда, когда остаток от (номер года в еврейском календаре × 7 + 1) / 19 составляет менее 7. Вообще-то, правило високосного года определяется несколько по-другому в еврейском календаре, однако является математически эквивалентным приведённой формуле. Такая схема интеркаляции заключается в добавлении високосных лет по неизменному графику, и, в отличие от интеркаляционной схемы григорианского календаря, не будет иметь исключений. Для того, чтобы создать подобную схему интеркаляции для марсианского календаря, нужно найти дробный эквивалент для продолжительности марсианского года, часто при этом используя цепные дроби, чтобы уменьшить величину этих дробей. Например, схема интеркаляции, при которой добавляются отдельные дни, и которая базируется на среднем марсианском тропическом году продолжительностью в 668,5921 дня, может быть приближена к циклу в 45 високосных лет на 76 лет, поскольку 66845/76 ≈ 668,592105, а 0,5921 × 76 = 44,9996.
Более простое правило, по которому календарь будет более всего согласован с продолжительностью года с началом отсчёта в точке весеннего равноденствия в северном полушарии, которая составляет 668,5907 сола, даст короткий календарный цикл всего в 22 года, из которых 13 лет будут високосными. Дробь будет выглядеть так: 13/22 = 0,5909… Поэтому високосные годы можно с лёгкостью определить из единого правила, которое базируется на делении по модулю:
Год является високосным, если (год mod 22) mod 5 ∈ {0, 2, 3}.
Другими словами, для определения того, является ли данный год високосным:
1. Делим номер на 22, чтобы получить остаток в виде числа от 0 до 21.
2. Делим результат на 5, чтобы получить остаток в виде числа от 0 до 4.
3. Если результат равен 0, 2 или 3, тогда этот год — високосный.

### Таблица Mars Atmosphere Data Assimilation Workshop
Марсианский год принят равным 668,6 сола длительностью по 88775,245 секунды каждый.
Марсианские месяцы определены по 30° Ls каждый. Из-за эксцентриситета орбиты Марса продолжительность определённого таким образом марсианского месяца варьируется от 46 до 67 солов, как показано в таблице:
| № месяца | Сектор | Сектор | Сол   | Сол   | Сол   | События (для северного полушария)                       |
| № месяца | от     | до     | от    | до    | длит. | События (для северного полушария)                       |
| -------- | ------ | ------ | ----- | ----- | ----- | ------------------------------------------------------- |
| 1        | 0°     | 30°    | 0,0   | 61,2  | 61,2  | Весеннее равноденствие (Ls = 0°)                        |
| 2        | 30°    | 60°    | 61,2  | 126,6 | 65,4  |                                                         |
| 3        | 60°    | 90°    | 126,6 | 193,3 | 66,7  | Афелий (наибольшее удаление от Солнца) при Ls = 71°     |
| 4        | 90°    | 120°   | 193,3 | 257,8 | 64,5  | Летнее солнцестояние при Ls = 90°                       |
| 5        | 120°   | 150°   | 257,8 | 317,5 | 59,7  |                                                         |
| 6        | 150°   | 180°   | 317,5 | 371,9 | 54,4  | Начало сезона пылевых бурь                              |
| 7        | 180°   | 210°   | 371,9 | 421,6 | 49,7  | Осеннее равноденствие при Ls = 180°                     |
| 8        | 210°   | 240°   | 421,6 | 468,5 | 46,9  |                                                         |
| 9        | 240°   | 270°   | 468,5 | 514,6 | 46,1  | Перигелий (наименьшее удаление от Солнца) при Ls = 251° |
| 10       | 270°   | 300°   | 514,6 | 562,0 | 47,4  | Зимнее солнцестояние при Ls = 270°                      |
| 11       | 300°   | 330°   | 562,0 | 612,9 | 50,9  |                                                         |
| 12       | 330°   | 360°   | 612,9 | 668,6 | 55,7  | Конец сезона пылевых бурь                               |

Источник: Mars Atmosphere Data Assimilation Workshop.

## Марсианское время в научно-фантастических произведениях
В «Марсианской трилогии» Кима Стэнли Робинсона часы на Марсе используют стандартные, земные секунды, минуты и часы, однако останавливаются в полночь на 39,5 минуты. С прогрессом колонизации Марса, которая описывается в этих произведениях, такой пробел во времени превращается в своеобразный «колдовской час», когда запреты и ограничения можно отбросить, и когда празднуется всё более очевидная индивидуальность марсианского общества, как вполне отделённого от Земли и земных сообществ. Правда, в трилогии не указано, происходит ли такое «празднование» одновременно по всему марсианскому шару или в локальный полночный час для каждой отдельной долготы.
Кроме того, в «Марсианской трилогии» календарный год поделен на 24 месяца. Названия месяцев — такие же, как и в григорианском календаре, за исключением цифр «1» или «2», которые добавляются перед названием месяца для определения того, первое это или второе появление этого месяца в году: например, 1-январь, 2-январь, 1-февраль, 2-февраль.
В сериях манги и аниме под названием «Ария», авторства Кодзуе Амано, действия которых происходят на терраформированном Марсе, календарный год тоже делится на 24 месяца. Принимая за основу современный японский календарь, этим месяцам не присваиваются названия, а просто идёт порядковая нумерация, от 1-го до 24-го месяца.

## Формула конвертирования MJD/UTC в MSD/MTC
- Модифицированная юлианская датировка
MJD = JD − 2 400 000,5.
- Всемирное координированное время
UTC = (MJD mod 86400) × 24.
- Марсианская солнечная датировка
MSD = (количество секунд, прошедших с 00:00:00 UTC 6 января 2000 года) / 88775,244 + 44795,9998.
- Марсианское координированное время[6]
MTC = (MSD mod 86400) × 24.

## Ссылка
- Применение в MARS24 (англ.)
- Алгоритмы NASA (англ.)
- NASA Mars Clock (Марсоход «Кьюриосити») (англ.)
- mclock — Command Line Mars Clock (англ.)